# Elaphropus occultus
Elaphropus occultus är en skalbaggsart som beskrevs av Leconte 1848. Elaphropus occultus ingår i släktet Elaphropus och familjen jordlöpare. Inga underarter finns listade i Catalogue of Life.